# 사샤 루스
사샤 루스(러시아어: Саша Лусс, 1992년 6월 6일 ~ )는 러시아의 모델, 배우이다.

## 작품 목록
- 발레리안: 천 개 행성의 도시 (2017)
- 안나 (2019) - 안나 역